# Ileana Moldoveanu
Ileana Moldoveanu (n. 12 decembrie 1957, Toplița) este un fost senator român în legislatura 2004-2008, ales pe listele PSD. Ileana Moldoveanu a fost validată ca senator pe data de 30 iunie 2008 când l-a înlocuit pe senatorul Ovidiu Teodor Crețu.  